# Rim Garram
Rim Garram (ur. 20 października 1979) – tunezyjska zapaśniczka walcząca w stylu wolnym. Zajęła jedenaste miejsce na mistrzostwach świata w 1997. Wicemistrzyni igrzysk afrykańskich w 1999. Zdobyła sześć medali na mistrzostwach Afryki w latach 1996 - 2002. Brązowa medalistka igrzysk śródziemnomorskich w 2001 roku.